# Chytranthus edulis
Chytranthus edulis là một loài thực vật có hoa trong họ Bồ hòn. Loài này được Pierre mô tả khoa học đầu tiên năm 1896.